# Campeonato Europeo de Judo de 2015
El LXIII Campeonato Europeo de Judo se celebró en Bakú (Azerbaiyán) entre el 25 y el 28 de junio de 2015, en el marco de los I Juegos Europeos, bajo la organización de la Unión Europea de Judo (EJU) y la Federación Azerbaiyana de Judo.
Originalmente el campeonato había sido concedido a la ciudad de Glasgow (Reino Unido), pero por incompatibilidad de patrocinio, la EJU canceló el evento y lo trasladó a la competición de yudo en los Juegos Europeos de Bakú 2015.
Las competiciones se realizaoron en la Arena Heydər Əliyev de la capital azerbaiyana.

## Medallistas

### Masculino
| Evento          | Oro                           | Plata                           | Bronce                                                     |
| --------------- | ----------------------------- | ------------------------------- | ---------------------------------------------------------- |
| –60 kg (25.06)  | Beslan Mudranov · Rusia       | Orxan Səfərov Azerbaiyán        | Ludovic Chammartin · Suiza · Amiran Papinashvili · Georgia |
| –66 kg (25.06)  | Kamal Jan-Magomedov · Rusia   | Loïc Korval Francia             | Mijail Puliayev · Rusia · Sebastian Seidl · Alemania       |
| –73 kg (26.06)  | Sagi Muki Israel              | Nugzar Tatalashvili Georgia     | Rok Drakšič · Eslovenia · Dirk Van Tichelt · Bélgica       |
| –81 kg (26.06)  | Avtandil Chrikishvili Georgia | Ivan Nifontov · Rusia           | Alexander Wieczerzak · Alemania · Loïc Pietri · Francia    |
| –90 kg (27.06)  | Kirill Denisov · Rusia        | Varlam Liparteliani Georgia     | Ilías Iliadis · Grecia · Guillaume Elmont · Países Bajos   |
| –100 kg (27.06) | Henk Grol · Países Bajos      | Lukáš Krpálek · República Checa | Toma Nikiforov · Bélgica · Cyrille Maret · Francia         |
| +100 kg (27.06) | Adam Okruashvili Georgia      | Or Sasson Israel                | Renat Saidov · Rusia · Yakiv Jammo · Ucrania               |

### Femenino
| Evento         | Oro                             | Plata                        | Bronce                                                         |
| -------------- | ------------------------------- | ---------------------------- | -------------------------------------------------------------- |
| –48 kg (25.06) | Charline Van Snick · Bélgica    | Ebru Şahin Turquía           | Éva Csernoviczki · Hungría · Irina Dolgova · Rusia             |
| –52 kg (25.06) | Andreea Chițu · Rumania         | Annabelle Euranie Francia    | Mareen Kräh · Alemania · Natalia Kuziutina · Rusia             |
| –57 kg (25.06) | Telma Monteiro Portugal         | Hedvig Karakas · Hungría     | Nora Gjakova · Kosovo · Miryam Roper · Alemania                |
| –63 kg (26.06) | Martyna Trajdos · Alemania      | Tina Trstenjak Eslovenia     | Yarden Gerbi Israel Clarisse Agbegnenou Francia                |
| –70 kg (26.06) | Kim Polling · Países Bajos      | Laura Vargas-Koch · Alemania | Bernadette Graf · Austria · Szaundra Diedrich · Alemania       |
| –78 kg (27.06) | Marhinde Verkerk · Países Bajos | Luise Malzahn · Alemania     | Anamari Velenšek · Eslovenia · Guusje Steenhuis · Países Bajos |
| +78 kg (27.06) | Émilie Andéol Francia           | Jasmin Külbs · Alemania      | Belkıs Zehra Kaya · Turquía · Svitlana Yaromka · Ucrania       |

## Medallero
| Núm. | País            | Oro | Plata | Bronce | Total |
| ---- | --------------- | --- | ----- | ------ | ----- |
| 1    | Rusia           | 3   | 1     | 4      | 8     |
| 2    | Países Bajos    | 3   | 0     | 2      | 5     |
| 3    | Georgia         | 2   | 2     | 1      | 5     |
| 4    | Alemania        | 1   | 3     | 5      | 9     |
| 5    | Francia         | 1   | 2     | 3      | 6     |
| 6    | Israel          | 1   | 1     | 1      | 3     |
| 7    | Bélgica         | 1   | 0     | 2      | 3     |
| 8    | Portugal        | 1   | 0     | 0      | 1     |
| 8    | Rumania         | 1   | 0     | 0      | 1     |
| 10   | Eslovenia       | 0   | 1     | 2      | 3     |
| 11   | Hungría         | 0   | 1     | 1      | 2     |
| 11   | Turquía         | 0   | 1     | 1      | 2     |
| 13   | Azerbaiyán      | 0   | 1     | 0      | 1     |
| 13   | República Checa | 0   | 1     | 0      | 1     |
| 15   | Ucrania         | 0   | 0     | 2      | 2     |
| 16   | Austria         | 0   | 0     | 1      | 1     |
| 16   | Grecia          | 0   | 0     | 1      | 1     |
| 16   | Kosovo          | 0   | 0     | 1      | 1     |
| 16   | Suiza           | 0   | 0     | 1      | 1     |
|      | TOTAL           | 14  | 14    | 28     | 56    |